# Sårbarhet (IT-säkerhet)
För andra betydelser, se Sårbar (olika betydelser).
Sårbarhet är inom cybersäkerhet en svaghet i ett informationssystem som kan leda till att systemets integritet och säkerhet bryts vid förekomsten av ett hot. Sårbarheter kan skapas oavsiktligt genom en design som är otillräcklig eller att man inte har felsökt systemet ordentligt. Det finns även sårbarheter som skapas avsiktligen av personer mer illvilligt uppsåt, till exempel genom att en trojan installeras.